# Espingarda semiautomática

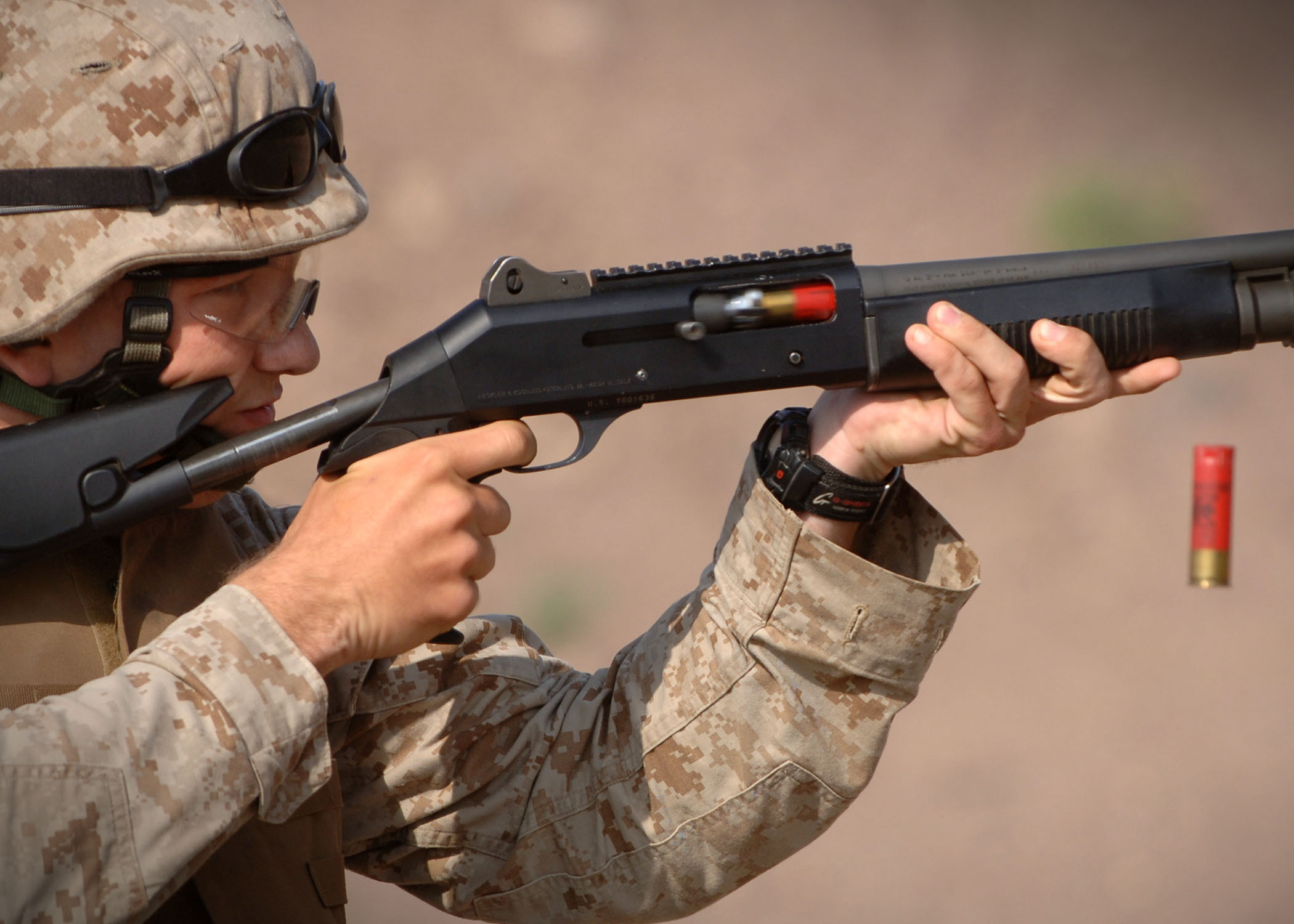
Espingarda semiautomática Benelli M4 Super 90

Uma espingarda semiautomática (português brasileiro) ou caçadeira semiautomática (português europeu) é uma espingarda de repetição com ação semiautomática; isto é, capaz de mover um novo cartucho para a câmara automaticamente após cada disparo, porém, ao contrário da espingarda automática, dispara um único tiro a cada vez que o gatilho é pressionado. Espingardas semiautomáticas usam operação a gás, blowback ou operação de recuo para ciclar a ação, ejetar o estojo e carregar outro cartucho. A primeira espingarda semiautomática foi a Automatic-5 da Browning.

## Exemplos de espingardas semiautomáticas
- Akdal MKA 1919
- Armsel Striker-12
- Baikal MP-153
- Benelli M4 Super 90
- Beretta AL391
- Beretta Xtrema 2
- Browning Auto-5

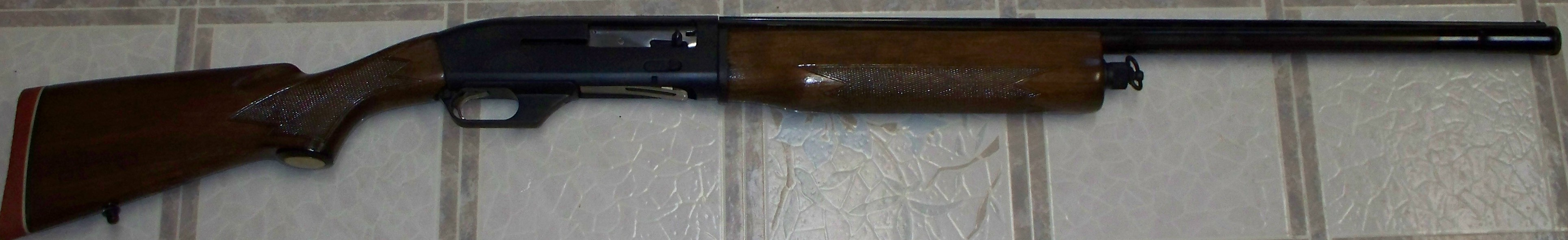
Uma espingarda Ithaca Mag-10

- Daewoo USAS-12 (versões semiautomáticas para uso civil)
- Franchi SPAS-12
- Franchi SPAS-15
- High Standard Model 10
- Ithaca Mag-10
- MTs 21-12 (МЦ 21-12) - primeira espingarda semiautomática soviética[4]
- Mossberg 930
- Remington 1100
- Remington 11-87
- Remington Model SP-10
- Saiga-12 ("Сайга-12")
- Molot Vepr-12
- Weatherby SA-08
- Sjogren Shotgun